# Ipomoea ramboi
Ipomoea ramboi är en vindeväxtart som beskrevs av O'donell. Ipomoea ramboi ingår i släktet praktvindor, och familjen vindeväxter. Inga underarter finns listade i Catalogue of Life.